# Grethe Philip
Inger Margrethe "Grethe" Philip, född Nygaard 14 augusti 1916 i Helsingör, död 1 september 2016, var en dansk ekonom, feminist och politiker för det socialliberala mittenpartiet Det Radikale Venstre. Hon var ledamot i Folketinget 1960–1979 och hörde till de mest framträdande representanterna för sitt parti under 1960- och 70-talen, inte minst i egenskap av sitt partis finanspolitiska talesperson och som ledamot i Folketingets finansutskott.

## Bakgrund
Grethe Philip var dotter till kontorschefen Einar Oluf Nygaard (1876–1965) och handläggaren Elna Marie Henrikgine Dahlberg (1879–1959). Hon tog studentexamen från Ingwersen og Ellbrechts Skole 1935 och flyttade till Århus för att studera ekonomi. När hon tog examen 1941 blev hon den första kvinnan i Danmark som avlagt en cand.oecon.-examen. Under studenttiden gifte hon sig med blivande ekonomiprofessorn Kjeld Philip. Tillsammans fick de två barn. Efter studierna arbetade Grethe Philip som sekreterare vid Ortopædisk Hospital i Århus fram till 1945 och därefter som lärare i samhällskunskap för sjuksköterskor. 1951 blev hon yrkesvägledare vid Centralarbejdsanvisningen i Köpenhamn. 1954 blev hon fullmäktig vid Arbejdsmarkedskommissionens sekretariat fram till 1958, då hon blev anställd vid Arbetsministeriet och blev redaktör för dess tidskrift, De store årgange, fram till 1960.
Efter giftermålet med Kjeld Philip anslöt sig Grethe Philip till den feministiska organisationen Dansk Kvindesamfund (DK). Hon engagerade sig i förbundets lokalavdelning i Århus och var ordförande för dess lokala ungdomsförbund (1944–1946). Hon gjorde sig här bemärkt som en förespråkare för att sambeskattningen av gifta par skulle ersättas med en källskatt där varje person betalade individuell inkomstskatt. Hon ansåg också att kvinnors hemarbete skulle likställas med förvärvsarbetet. Hon engagerade sig också i flera social- och välfärdspolitiska frågor och satt med i Kvindekommissionen (1965–1974). 1970 mottog Grethe Philip Dansk Kvindesamfunds nyinstiftade pris, Mathildeprisen, för att ha ställt frågan om kvinnans ställning i fall Danmark anslöt sig till EG.

## Politisk karriär
Grethe Philip och hennes man var båda engagerade medlemmar av det socialliberala mittenpartiet Det Radikale Venstre. Kjeld Philip skulle hämtas in som handelsminister i socialdemokraten H.C. Hansens andra regering, i och med att denne nu bildat en koalitionsregering i vilken Radikale Venstre och Danmarks Retsforbund ingick, utöver Socialdemokraterne. Också Grethe Philip blev en av partiets mest framträdande politiker under 1960- och 70-talen; hon valdes in i Folketinget för Hellerups valkrets 1960 med ett betydande antal personröster och innehade detta mandat till 1979. Hon blev ledamot i finansutskottet (1962–1979) som andra kvinnan någonsin efter Alvilda Larsen samt sitt partis finanspolitiska talesperson. Tillsammans med sin man engagerade hon sig även i dansk biståndspolitik till u-länder, vilket var ett av deras hjärtefrågor, samt i socialpolitiken. Hon blev också sitt partis socialpolitiska talesperson under 1960-talet och satt med utredningar kring sociala reformer (1964–1972) och i en utredning om en framtida utformning av folkpensionen. Hon utövade också ett stort inflytande på sitt partis ideologiska och politiska riktning då hon var en av personerna bakom partiets handlingsprogram Problemer og løsninger 1972-76. Grethe Philip var en förespråkare av ett parlamentariskt samarbete mellan Radikale Venstre och Socialdemokraterne. Denna ståndpunkt fick henne att avböja ett erbjudande från Hilmar Baunsgaard (statsminister 1968–1971) om att bli socialminister i koalitionsregeringen mellan Radikale Venstre och de borgerliga partierna Venstre och Konservative Folkeparti.
Utöver det finanspolitiska arbetet i Folketinget var Philip medlem av representationen för Danmarks Nationalbank 1968–1971, och därefter i regionalstyrelsen i Sjælland för sparkassan SDS 1969–1986, i dess styrelse 1977–1986 och därefter dess ordförande från 1981.